# Femke Pluim
Femke Pluim (Gouda, 10 maggio 1994) è un'astista olandese.

## Biografia
Pluim inizia la propria carriera sportiva nella ginnastica prima di convertirsi nel 2011 all'atletica leggera, dapprima nelle gare di velocità e nelle prove multiple e soltanto a partire dal 2013 - anno d'esordio internazionale vincendo una medaglia d'argento in Italia agli Europei juniores - nel salto con l'asta.
Pluim ha debuttato con la nazionale seniores nel 2015, medesimo anno in cui ha stabilito il record nazionale nella disciplina ad Amsterdam nel corso dei campionati nazionali. L'anno seguente raggiunge lo standard di qualificazione per i Giochi olimpici di Rio de Janeiro 2016, dove non è avanzata in finale.

## Record nazionali
- salto con l'asta: 4,55 m ( Amsterdam, 1º agosto 2015)
- salto con l'asta indoor: 4,50 m ( Gand, 16 gennaio 2016)

## Palmarès
| Anno | Manifestazione  | Sede           | Evento           | Risultato | Prestazione | Note                          |
| ---- | --------------- | -------------- | ---------------- | --------- | ----------- | ----------------------------- |
| 2013 | Europei U20     | Rieti          | Salto con l'asta | Argento   | 4,25 m      | Miglior prestazione personale |
| 2015 | Europei indoor  | Praga          | Salto con l'asta | 16ª (q)   | 4,30 m      |                               |
| 2015 | Europei U23     | Tallinn        | Salto con l'asta | 4ª        | 4,25 m      |                               |
| 2015 | Mondiali        | Pechino        | Salto con l'asta | 21ª (q)   | 4,30 m      |                               |
| 2016 | Europei         | Amsterdam      | Salto con l'asta | 6ª        | 4,45 m      |                               |
| 2016 | Giochi olimpici | Rio de Janeiro | Salto con l'asta | 29ª (q)   | 4,15 m      |                               |
| 2018 | Europei         | Berlino        | Salto con l'asta | 25ª (q)   | 4,20 m      |                               |

## Campionati nazionali
- 3 volte campionessa nazionale di salto con l'asta (2015-2017)
- 3 volte campionessa nazionale di salto con l'asta indoor (2015-2016; 2020)

## Altre competizioni internazionali
2015
- Argento agli Europei a squadre (1st League) ( Candia), salto con l'asta - 4,45 m